# 프테로닥틸루스
프테로닥틸루스(Pterodactylus)는 중생대 쥐라기 후기(약 1억6,000만년 전~1억4,500만년 전)에 서식한 익룡이다. 익룡 중에서 세계에서 가장 오랜된 것으로 보고되고 있다. 학명은 그리스어 "πτερόn"(프랑스어: aile; 영어: wing)와 "δάκτυλος"(프랑스어: doigt; 영어: finger)이 합쳐져 만들어졌고, "손가락을 가진 날개"란 의미를 갖는다. 날개를 폈을 때의 길이는 약2.5m정도 되었을 것으로 추정된다. 식성은 다른 익룡과 같이 어류나 작은 곤충을 잡아 먹었을 것으로 보인다.

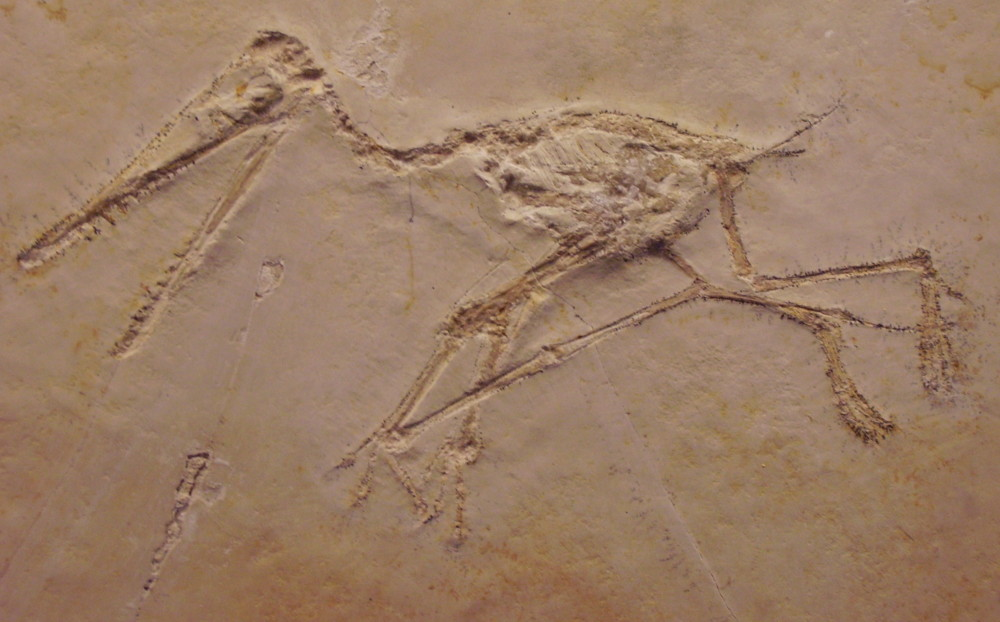
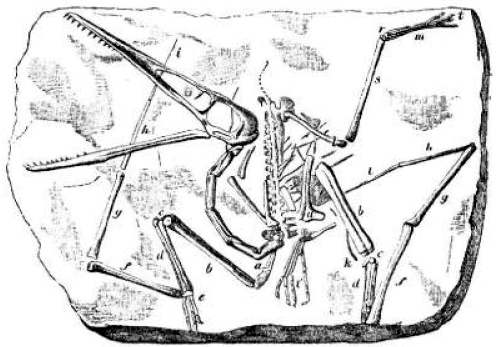
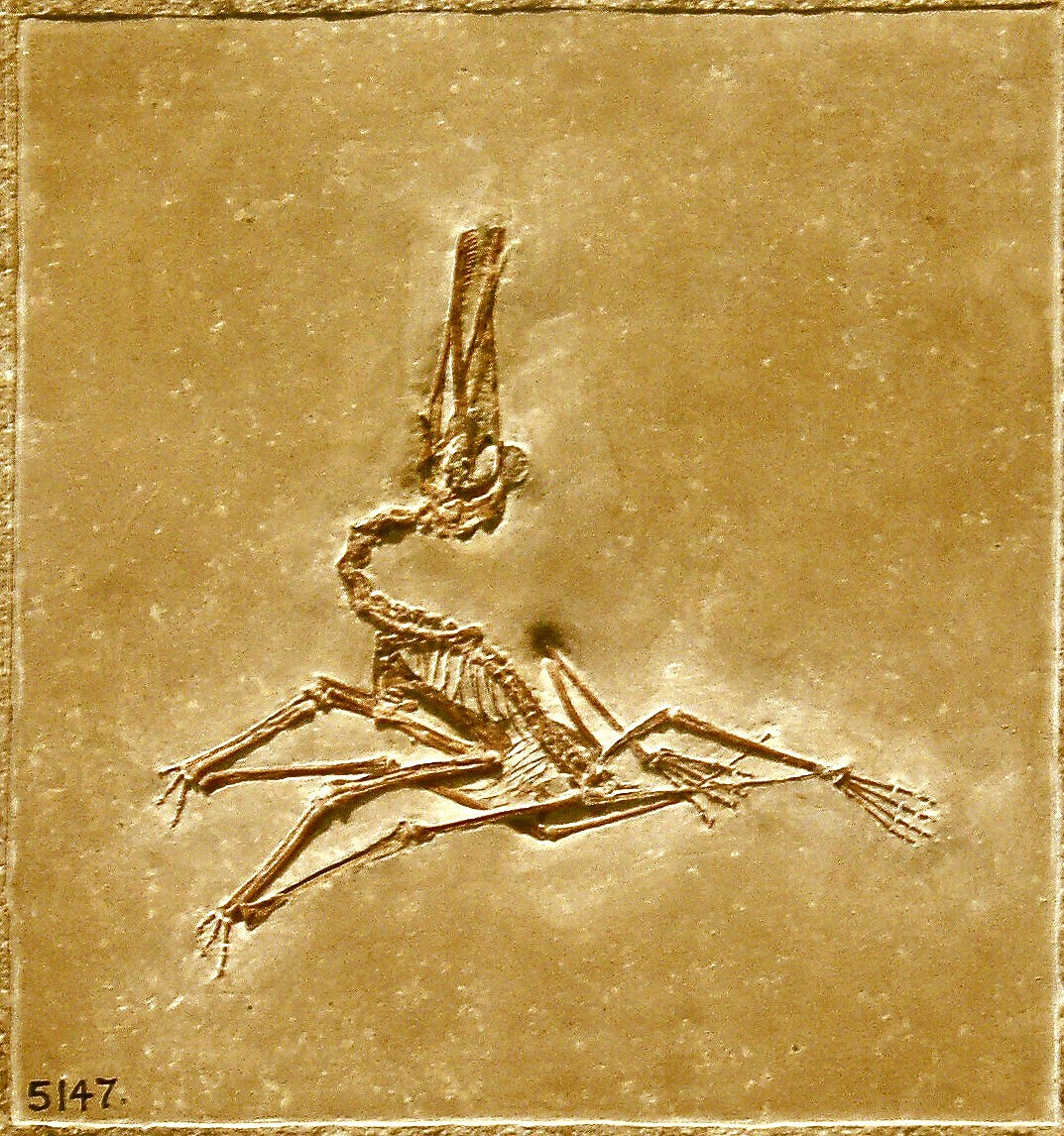